# عبدالجواد ادیب نیشابوری
عبدالجواد بجنگردی، معروف به ادیب نیشابوری (ادیب اول/ یکم)، ادیب، شاعر، محقق، مدرس و اندیشمند معروف دورهٔ مشروطه است. ادیب به دو زبان فارسی و عربی شعر می‌سرود. در تاریخ ادبیات صدوپنجاه سال اخیرِ نیشابور دو نفر معروف به «ادیب» بودند: یکی میرزا عبدالجواد بجنگردی معروف به «ادیب اول»، و دیگری شیخ محمدتقی ادیب نیشابوری معروف به «ادیب دوم» و متخلص به «راموز» که شاگرد ادیب اول بوده‌است.

## سبک شعری
عبدالجواد ادیب نیشابوری اطلاعات فراوانی از دانش‌های گوناگون اسلامی و علوم قدیم داشته‌است و اشرافش به واژه‌های فارسی و عربی، شعر او را از اشارات و تلمیحات مختلف سرشار کرده و این منطقی بودن و آگاهانه سرودن‌ها سبب شده‌است تا در شعر او شور، حال و عواطف شاعرانه کمتر مورد توجه قرار گیرد. درسرودن شعر از سبک قاآنی پیروی می‌کرد. اما بعد از مدتی به شیوه ترکستانی روی آورد و سرانجام خود صاحب سبکی ویژه شد. ادیب نیشابوری شاعری توانا بود و انتخاب الفاظ و انسجام ترکیبات و معانی دقیق از خصوصیات بارز شعر اوست.

### تقسیم‌بندی اشعار او
اشعار او را به سه دسته تقسیم کردند:
- اشعاری که در جوانی به پیروی از قاآنی سروده‌است که بعدها خودش نپسندید.
- اشعاری که به سبک خراسانی سروده که به علت برخورداری از واژگان غنی، بسیار استادانه‌است.
- اشعار عرفانی و صوفیانه که گویا خودش بیشتر این اشعار را دوست داشته‌است.

## تدریس
او در سال ۱۲۹۷ قمری به مشهد رفت و در «مدرسه خیرات خان» و «مدرسه فاضل خان» و «مدرسه نواب» درس خواند. از سال ۱۳۰۴ تا ۱۳۴۴ -مرگ-در مشهد به تدریس پرداخت. ادیب نیشابوری در دو سطح عالی و متوسط تدریس داشت. در سطح متوسط برای عموم طلاب بیشتر شرح نظام، سیوطی، مغنی و مطول می‌گفت و برای شاگردان خصوصی اش، سطح عالی ادبیات عرب. او منظومه ملاهادی سبزواری در فلسفه و منطق را هم تدریس می‌کرد. شیوه تدریس او خطابی بود و شاگرد اجازه بحث و سؤال نداشت، چون می‌دانست که با این روش، درس را به گونه‌ای تقریر می‌کند که هیچ اشکالی حتی برای شاگردی با پایین‌ترین سطح استعداد برجای نمی‌ماند. ادیب، فارسی و عربی را فصیح می‌گفت و به یاری حافظه اش که بسیار قوی بود، تمام دانسته‌های خودش را به طرز منسجم به شاگردانش القا می‌کرد و همین امر سبب بود که حلقه‌های درسی اش، آنچنان شیرین و جذاب شود که گاهی بیشتر از ۳۰۰ طلبه در آن شرکت می‌کردند. پیش از اینکه او را شاعری ارزشمند بدانند، مدرسی توانا و قابل می‌دانند. در مکتب او ادبا و فضلای بسیاری پرورش یافتند و به دست افراد مکتب او، نخستین دانشکده‌های ادبیات در ایران تأسیس شد.

### آثار
ادیب چشمان ضعیفی داشته ازین رو آثار زیادی ازو بر جای نمانده‌است. از ادیب نیشابوری علاوه بر دیوان اشعار به نام لآلی مکنون، «بخشی از شرح مُعَلَّقات سَبعه و رساله‌ای درجمع بین عروض عربی و فارسی» باقیست.

### محمد تقی ادیب نیشابوری
- سید عبدالاعلی سبزواری
- محمود شهابی خراسانی
- محمّدتقی بهار
- مدرس افغانی
- محمد پروین گنابادی
- بدیع‌الزمان فروزانفر
- ادیب طوسی
- سید ضیاءالدین سجادی
- علی محمد سجادی
- محمود حلبی
- محمد تقی مدرس رضوی
- میرزا حسین فقیه سبزواری
- محمد فرخ
- محمد تقی ادیب نیشابوری
- محمد علی بامداد
- سید جلال الدین تهرانی
- سید حسن مشکات طبسی
- محمد باقر محسنی ملایری

## اخلاق و رفتار او
او زندگی بسیار ساده و برخلاف محیط علمی آن روز، وضع ظاهری اش آمیزه‌ای از سنت‌های قدیم و جدید بود. با آنکه تنگدست بود ولی از مناعت طبع و عزت نفس بالایی برخوردار بود، درآمد او فقط مستمری سالانه مدرسه نواب مشهد و مقدار کمی که از ملک ارثی به او می‌رسید، بوده‌است. دعوت هیچ‌یک از ثروتمندان و خان‌های خراسان را قبول نمی‌کرد، در اواخر عمرش جز با سیدعلی خان با کس دیگری مراوده نداشت، در مقابل صاحب منصبان، و بزرگان اصلاً سر تعظیم فرود نیاورد. مدح کسی را نمی‌گفت (تنها قصیده‌اش -مربوط به مدح-دربارهٔ مظفرالدین شاه، به سبب افتتاح مجلس شورای ملی بود) او در عمرش فقط یک ریاست قبول کرد، ریاست انجمن ادبی خراسان. زندگی او در درس و بحث خلاصه می‌شد. تنها یکبار در اواخر عمرش به زادگاه خود و سپس به کاشمر و اطراف تربت حیدریه سفر کرد. تفریح و گردش او فقط در باغهای اطراف مشهد بود که بیشتر آن، به بحث‌های ادبی می‌گذشت و گاهی هم در پایان هفته به منزل دوستانش چون ایرج میرزا و میرزا قهرمان (شکسته) می‌رفت.

## نظرات خاص
ادیب ضمن کسب علوم دینی، به تدریج بر دانسته‌های ادبی و تاریخی خود افزود. او همچنین نظریات ملاصدرا را می‌پسندید و در نجوم و جبر و مقابله و حساب و هندسه تسلط کامل داشت. اما تخصص او در علوم ادبی بود. او تمام قاموس و برهان قاطع را حفظ نموده و افزون بر دوازده هزار بیت از اشعار عرب جاهلی را به خاطر سپرده بود. همچنین ادیب هیچگاه تدریس اش را حتی در روزهای تعطیل رسمی، رها نمی‌کرد. می‌گوید:
احترام پیامبران و ائمه اطهار به خاطر علم آن هاست. ترک علم چه معنی دارد؟ رسول خدا گفته که ز گهواره تا گور دانش بجوی. نفرموده غیر از بعضی روزها.